# 리토콰 토메잉
리토콰 토메잉 (Litokwa Tomeing, 1939년 10월 14일 ~ 2020년 10월 12일)은 2008년 1월부터 2009년 10월까지 마셜 제도의 대통령이었다. 토메잉은 부족장이다.
2007년 11월 2007년 먀셜 제도 총선거 전, 토메잉은 8년동안 재임했던 야당 통합민주당의 대변인직에서 물러났다.
국회의원 선거후에, 그는 2008년 1월 대통령 선거에서 UPP/AKA 연합의 대통령 후보자가 되었다. 그는 현직 케사이 노트의 15표를 넘는 18표를 받아, 2008년 1월 7일에 대통령으로 선출되었다. 그는 대법원장 칼 인그람에 의해 1월 14일, 10명의 장관으로 구성된 내각과 함께, 대통령 선서를 했다.
그의 선거는 마셜 제도의 친 타이완 정책으로부터 변화와, 마셜 제도 - 타이완 외교 관계의 종말의 도래를 알렸다고 여겨졌다. 그러나, 토메잉은 타이완의 지속적인 원조를 표현했으며 2008년 1월 29일 마셜 제도를 방문했던 당시 타이완 부총통 뤼슈롄과 만났다.
2009년 10월 21일에 토메잉은 마셜제도 최초로 성공한 불신임투표로 탄핵되었다. 토메잉은 이전의 두 차례 불신임동의에서 살아남았었다. 10월 23일에 17대 15로 그 움직임에 지지했던 의회는 새로운 대통령을 선출했다. 의회 대변인 주레랭 제드카이아는 한동안 활동할 대통령으서 루벤 자크라스를 명명했다. 자크라스는 이전에 토메잉의 장관으로 재임했었다.